# Allactaga firouzi
Allactaga firouzi är en däggdjursart som beskrevs av Womochel 1978. Allactaga firouzi ingår i släktet hästspringråttor och familjen hoppmöss. IUCN kategoriserar arten globalt som otillräckligt studerad. Inga underarter finns listade.
Denna hästspringråtta är bara känt från ett litet område i västcentrala Iran. Arten lever i bergstrakter och vistas där i bredare dalgångar vid cirka 2250 meter över havet. Habitatet utgörs av stäpp.